# Sumapaz
Sumapaz fou un estat comunista que va existir a Colòmbia el 1948.
L'assassinat a Bogotà del líder progressista d'extracció liberal Jorge Eleicer Gaitán el 9 d'abril de 1948 provocà l'eclosió de colera de les masses populars donant origen al "Bogotazo", una sèrie de revoltes i saquejos a la capital Bogota que acabà als pocs dies després d'un bany de sang. Els liberals vençuts es retiraren al camp i organitzaren la resistència amb el suport essencialment del Partit Comunista. Els propietaris per part seva organitzaren partides armades per lluitar contra els liberals, que degeneraren ràpidament en grups de bandits. Aquest període fou conegut com "La violència" i diversos personatges es feren famosos per les seves accions atroces. Mas de dos-cents mil morts fou el resultat d'aquest període. El 1953 el General Gustavo Rojas Pinilla prengué el poder i oferí el final de la guerra; cinc mil guerrillers liberals deixaren les armes.
El Partit Comunista desconfiava de Rojas i es va negar a lliurar les armes. Els grups comunistes es concentraren durant les negociacions a Sumapaz, plaça forta dels comunistes que la dominaven des del 1948, i on de fet s'havia establert un estat comunista; al cap d'un dies els comunistes foren de sobte atacats per forces militars que fan servir per primera vegada helicòpters i napalm. Els comunistes, dirigits sota el comandament de Manuel Marulanda, àlies "Tir fix", es retiraren cap al sud (1953), on van establir altres zones alliberades que foren conegudes com les "Repúbliques independents".